# Portulaca stuhlmannii
Portulaca stuhlmannii är en portlakväxtart som beskrevs av Karl von Poellnitz. Portulaca stuhlmannii ingår i släktet portlaker, och familjen portlakväxter. Inga underarter finns listade i Catalogue of Life.